# 貝爾梅霍縣 (查科省)

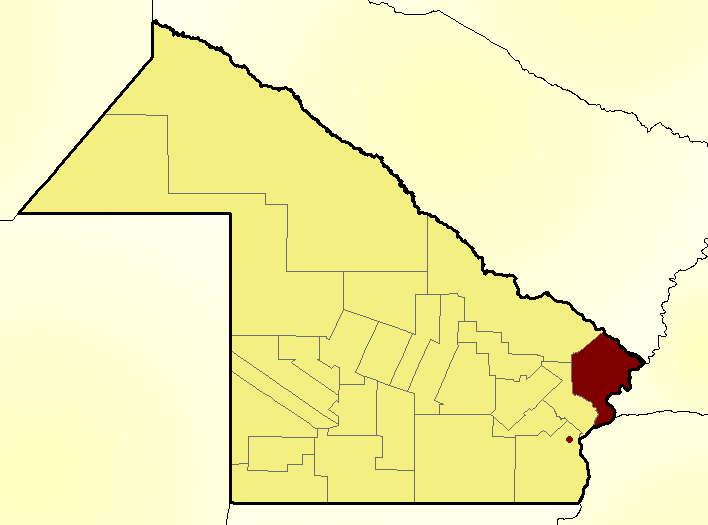

貝爾梅霍縣（西班牙語：Departamento Bermejo），是阿根廷的縣份，位於該國北部查科省，首府設於拉萊奧內薩，距離雷西斯滕西亞100公里，面積2,562平方公里，2010年人口25,052，人口密度每平方公里9.78人。